# Joseph Harris
Joseph John "Joe" Harris, född 2 oktober 1912 i Hamilton, död 1974, var en kanadensisk roddare.
Harris blev olympisk bronsmedaljör i åtta med styrman vid sommarspelen 1932 i Los Angeles.